# بخش تول
بخش تول (به فرانسوی: Arrondissement de Tulle) یک بخش در فرانسه است که در کورز واقع شده‌است.